# وا - نيللي! (ألبوم)
Whoa, Nelly! هو الألبوم الموسيقي الأول لمغنية البوب الكندية نيللي فرتادو. قامت بإنتاجه شركة دريم ووركس للإنتاج الفني وصدر في أمريكا الشمالية ومعظم أنحاء العالم بتاريخ 24 أكتوبر 2000. مجلة Slant التي تعد واحدة من أبرز المجلات الإلكترونية المختصة بعالم الغناء والأفلام وصفت ألبوم فرتادو الأول وا، نيللي! بأنه delightful إضافة إلى المدح الذي تلقته فرتادو من قبل هذه المجلة بوصفها أنها إحدى أميرات موسيقى البوب. في أمريكا كان نجاح وا، نيللي! جيداً حيث حصل الألبوم على المركز 24 في قائمة البيلبورد. وا، نيللي! يعد نجاح مبكر لفرتادو في بداية مسيرتها الفنية خاصة باحتوائه على أغنية مثل أ'م لايك أ بيرد حيثت رشحت فرتادو 4 مرات في العام 2002 لاستلام جائزة غرامي الجائزة الأولى التي رشحت لها كانت ضمن فئة أفضل أداء بوب عن أغنية أ'م لايك أ بيرد وهذه فازت بها الجائزة الثاني التي رشحت لها كانت ضمن فئة أغنية العام وهي أيضاً عن أغنية أ'م لايك أ بيرد ولكنها لم تفز، الثالثة كانت ضمن فئة أفضل ألبوم بوب عن الألبوم الأول وا، نيللي! أما الرابعة والأخيرة كانت عن فئة أفضل فنانة جديدة، الجائزتان الأخيرتان لم تفز بهما فرتادو.

## لمحة حول الألبوم
اهتمت فرتادو في ألبومها الأول أن تبرز أصلها البرتغالي بأن غنت العديد من المقاطع في أغاني الألبوم باللغة البرتغالية التي تعد الرسمية في البرتغال على سبيل المثال أغنية Scared of You وهي الأغنية الـ12 في ترتيب أغاني الألبوم إضافة إلى أغنية Onde Estás التي غنتها كاملة باللغة البرتغالية. لقد طرحت فرتادو من ألبوم وا، نيللي! 3 أغاني منفردة ترويجية حول العالم جاء على رأسها الأغنية الرئيسية التي صنعت من فرتادو مطربة عالمية أ'م لايك أ بيرد ومن بعدها أغنية تورن أوف ذا لايت الحائزة على المركز الأول في نيوزلندا ومن ثم ...أون ذا راديو (ريميمبر ذا دايز). الحفلة بدأت للتو مرة أخرى أو كما سميت اختصاراً بارتي كانت عبارة عن club single فقط واستخدمت أيضاً في الموسيقى التصويرية للفيلم Brokedown Palace. عندما تم طرح الحفلة بدأت للتو كانت الشركة المنتجة غير واثقة بنجاح فرتادو ربما بسبب غرابة النوع الموسيقي الذي قدمته فرتادو حيث طغى أسلوب التريب هوب ؛ وهو نوع غير مرغوب كثيراً في أمريكا. أغنية Trynna Finda Way أصدرت رسمياً كأغنية منفردة عن شركة دريم ووركس ولكن توزيعها اقتصر المكسيك وجنوب أفريقيا كما طرحت نسخة من أغنية هي، مان! من نوع الراديو ميكس في المملكة المتحدة وألمانيا كما طرحت أغنية Legend حصرياً في جنوب أفريقيا.

### تسويق الألبوم
إن ألبوم وا، نيللي! يعد أكثر الألبومات مبيعاً في مسيرة فرتادو ححيث وصلت مبيعاته حتى الآن 7 ملايين نسخة. وحسبت لفرتادو نقطة مهمة في أنها جعلت الجمهور يهتم كثيراً بالنوع الغريب الذي قدمته نيللي في الألبوم (التريب هوب). لقد كان نجاح نيللي في كندا كبيراً حيث حصل على 4 جوائز بلاتينية وباع مايزيد عن 480 ألف نسخة. في أمريكا كان إقبال الناس على الألبوم مقبولاً حيث باع مليوني نسخة ونصف حتى الآن وقيمته مؤسسة RIAA الأمريكية بجائزتين بلاتينيتين. المملكة المتحدة هي الأخرى اهتمت بهذا الألبوم الجيد وبيع فيها 600 ألف نسخة أما إيرلندا فقد أعطت مؤسستها الرسمية IRMA الألبوم جائزتين بلاتينين وبيع منه هناك 20 ألف نسخة. المبيعات الأوربية هي أيضاً جيدة وبيع من الألبوم عدداً جيداً قدر بـمليون نسخة كأكثر الأماكن بيعاً للألبوم. في فرنسا تم تقييم الألبوم بجائزة فضية حيث أنه باع حوالي 60 ألف نسخة في حين أنه لم يبع سوى 10 آلاف نسخة في الهند وهناك خرج الألبوم بجائزة ذهبية. حتى إسرائيل كان لـوا، نيللي! صدى جيد بين الناس حيث باع مايقارب 15 ألف نسخة. أما في البرازيل فلم يتم تقييم الألبوم وإعطائه جائزة مع أنه باع عدداً جيداً من النسخ قدر بـ40 ألف نسخة.

### الأغاني المنفردة
| العام | الأغنية                           | ألبوم      |
| ----- | --------------------------------- | ---------- |
| 2000  | بارتي                             | وا، نيللي! |
| 2000  | أ'م لايك أ بيرد                   | وا، نيللي! |
| 2001  | تورن أوف ذا لايت                  | وا، نيللي! |
| 2001  | ...أون ذا راديو (ريميمبر ذا دايز) | وا، نيللي! |
| 2002  | هي، مان!                          | وا، نيللي! |
| 2002  | تراينا فايندا وي                  | وا، نيللي! |

### طاقم الألبوم
- الأصوات الرئيسية والكورال وعزف آلات الجيتار : نيللي فرتادو.
- عزف الجيتار والباس وآلات أخرى : بريان ويست
- آلات تامبيرون وأصوات خلفية : قارالد إيتون
- جيتار كهربائي : جوني
- الباس الكهربائي : مايك إليزوندو
- البيانو : كاميرا كامبون
- الطبول : روس ميلر
- المايكروفون ألين مولنر
- الريثم جيتار : ألكس ريبلو

## قائمة الأغاني

### الأغاني الرئيسية
| #   | الأغنية                             | المدة |
| --- | ----------------------------------- | ----- |
| 1.  | Hey, Man!                           | 4:10  |
| 2.  | ...On the Radio (Remember the Days) | 3:54  |
| 3.  | Baby Girl                           | 3:46  |
| 4.  | Legend                              | 3:34  |
| 5.  | I'm like a Bird                     | 4:03  |
| 6.  | Turn off the Light                  | 4:36  |
| 7.  | Trynna Finda Way                    | 3:34  |
| 8.  | Party                               | 4:02  |
| 9.  | Well, Well                          | 3:00  |
| 10. | My Love Grows Deeper, Pt. 1         | 4:23  |
| 11. | I Will Make U Cry                   | 3:59  |
| 12. | Scared of You                       | 6:09  |

### الأغاني الإضافية

#### العالم
| #  | الأغنية                  | المدة |
| -- | ------------------------ | ----- |
| 1. | Onde Estás               | 4:14  |
| 2. | I'm like a Bird video    | 4:03  |
| 3. | Turn off the Light video | 5:36  |

#### المملكة المتحدة
| #  | الأغنية                             | المدة |
| -- | ----------------------------------- | ----- |
| 1. | Onde Estás                          | 4:14  |
| 2. | I Feel You feat. Esthero            | -:--  |
| 3. | My Love Grows Deeper single version | -:--  |
| 4. | I'm like a Bird CD-ROM video        | 4:03  |

## روابط خارجية
- وا، نيللي! على موقع ميتاكريتيك (الإنجليزية)
- وا، نيللي! على موقع أول موفي (الإنجليزية)